# محمد آدم أحمد
اللواء محمد آدم أحمد (1950 - ) قائد عسكري صومالي شغل منصب قائد القوات المسلحة الصومالية في الفترة ما بين 24 سبتمبر 2015 و 5 أبريل 2017 وخلفه في المنصب أحمد جمعالي جيدي. 